# Medjana
Medjana (en arabe مجانة, et en darija Medjana) est une commune de la wilaya de Bordj-Bou-Arreridj en Algérie. Elle est située  dans la plaine de la Medjana.
La population de la commune est de 23 000 habitants.

## Histoire

### Avant la colonisation française
La plaine de la Medjana et ses abords étaient, dès le commencement de notre ère, habité par les hachems qui fut refoulée progressivement par la colonisation romaine et les invasions vandal[réf. nécessaire].  Sous Hadrien, des Numidae, mot qui désignait non pas le peuple des Numides, mais une tribu, la gens Numidarum, s'étaient établis dans la région de Medianum (Medjana), alors en Sitifienne occidentale. Ils se partageaient le terrain avec une autre tribu, celle des Mediani et Salonia Matidia, la nièce de Trajan  ,.

### L'époque de la colonisation
Le nom de Medjana a désigné plusieurs lieux au cours de la période française :
- Le khalifalik puis bachagalik  de la  Medjana des Mokrani vers 1850 (presque toute la partie ouest de la province de Constantine) .

- Un centre de population de la commune mixte de Bordj Bou Arreridj, créé en 1872 pour les Alsaciens-Lorrains, rattaché à la commune mixte des Bibans dont il devient le chef-lieu par arrêté du 26 juillet 1886. Il était aussi appelé Bordj Medjana.

- La commune de Medjana créée par arrêté du 14 janvier 1957. Elle rassemblait le centre de population d'El Achir, une partie des centres de Medjana, de Blondel et du douar Medjana. L'autre partie de Blondel et de Medjana était rattachée à la nouvelle commune de Bou Mechada.

Durant la période de la conquête de l'Algérie, la région relève de l'autorité du khalifat El Mokrani, qui apporte une contribution à l'expédition des Portes de Fer en 1839. Il est à l'origine d'une révolte contre l'autorité coloniale en 1871.
En 1874 est créé Bordj Medjana, futur siège de la commune mixte des Bibans, beaucoup plus étendue que l'actuelle commune de Medjana ; le territoire de la commune mixte inclut les Portes de fer (aujourd'hui à la limite entre les communes de Mansoura et de Teniet En Nasr). La commune mixte des Bibans fut créée par arrêté du 1er décembre 1880 (territoires distraits de la commune indigène de Bordj Bou Arreridj), puis agrandie par arrêté du 21 juillet 1886. Les douars de Hassenaoua et d'Ouled Hanich furent réunis à la commune de plein exercice de Bordj Bou Arreridj par décret du 20 février 1890. L'orthographe évolue de Biban à Bibans dans les répertoires officiels. La commune mixte est supprimée par arrêté du 14 janvier 1957. Son chef-lieu était Teniet El Khemis puis Medjana (1886).

## Géographie

### Situation
Le chef-lieu de la commune de Medjana se trouve à environ 10 km au nord-est de Bordj-Bou-Arreridj, ville à laquelle il est relié par la route nationale 106.
| Teniet En Nasr          | Teniet En Nasr Colla        | Hasnaoua           |
| Teniet En Nasr Mansoura | Medjana                     | Hasnaoua           |
| El Achir                | Bordj Bou Arreridj El Achir | Bordj Bou Arreridj |

### Lieux-dits, quartiers et hameaux
La commune de Medjana  est composée des localités suivantes : 

### Climat
| Mois                              | jan. | fév. | mars | avril | mai  | juin | jui. | août | sep. | oct. | nov. | déc. | année |
| --------------------------------- | ---- | ---- | ---- | ----- | ---- | ---- | ---- | ---- | ---- | ---- | ---- | ---- | ----- |
| Température minimale moyenne (°C) | 3    | 3    | 5    | 9     | 13   | 19   | 23   | 23   | 19   | 13   | 8    | 4    | 12    |
| Température maximale moyenne (°C) | 10   | 11   | 15   | 19    | 24   | 30   | 35   | 34   | 28   | 22   | 15   | 11   | 21    |
| Précipitations (mm)               | 55,5 | 57,4 | 83,2 | 104   | 97,9 | 57,5 | 19,2 | 36,9 | 84   | 75,5 | 67,8 | 33,8 | 772,7 |
| dont neige (cm)                   | 14,5 | 21,6 | 5,1  | 0,1   | 0    | 0    | 0    | 0    | 0    | 0    | 2,3  | 3,8  | 47,4  |

## Toponymie
Le nom de la ville de Medjana provient d'une dénomination d'origine latine Castellum Medianum, cette localité se trouvait probablement à mi-chemin entre deux autres localités, d'où le fait qu'elle soit baptisée par les Romains par un toponyme signifiant "la forteresse du milieu". Une autre localité au même nom existe en Serbie, il s'agit de Medijana, un site archéologique romain.

## Personnalités
- Ahmed Ben Amar el Gaid (1860), fondateur du Cirque Amar
- Fadela Benrabia (1963), préfète française, y est née.
- Salah Ben Djoudi Benabdellah (1987-), footballeur algérien, y est né.